# 也速不花
也速不花（?—?），元朝公主，拖雷之女，母亲唆鲁禾帖尼。兄蒙哥、忽必烈、阿里不哥、旭烈兀。
也速不花嫁给弘吉剌部的斡陳驸马（拖雷母亲孛兒帖侄子），1236年，窩闊台封给她濟寧路三萬户（中原五户丝户），1281年，忽必烈封給她汀州路四萬戶（江南戶鈔戶）。